# Schall (Schiff)
Die Schall ist ein deutsches Forschungsschiff. Eingesetzt wird das Schiff heute für die Meeresforschung, aber auch für die Erkundung von Offshore-Windparks und als Verkehrssicherungsfahrzeug bei deren Bau. Die Schall wird von fünf Besatzungsmitgliedern gefahren und bietet darüber hinaus Platz für bis zu sieben weitere Personen. Sie kann bis zu sieben Tage auf See bleiben. Der geringe Tiefgang erlaubt auch den Einsatz in flachen Seegebieten.

## Geschichte

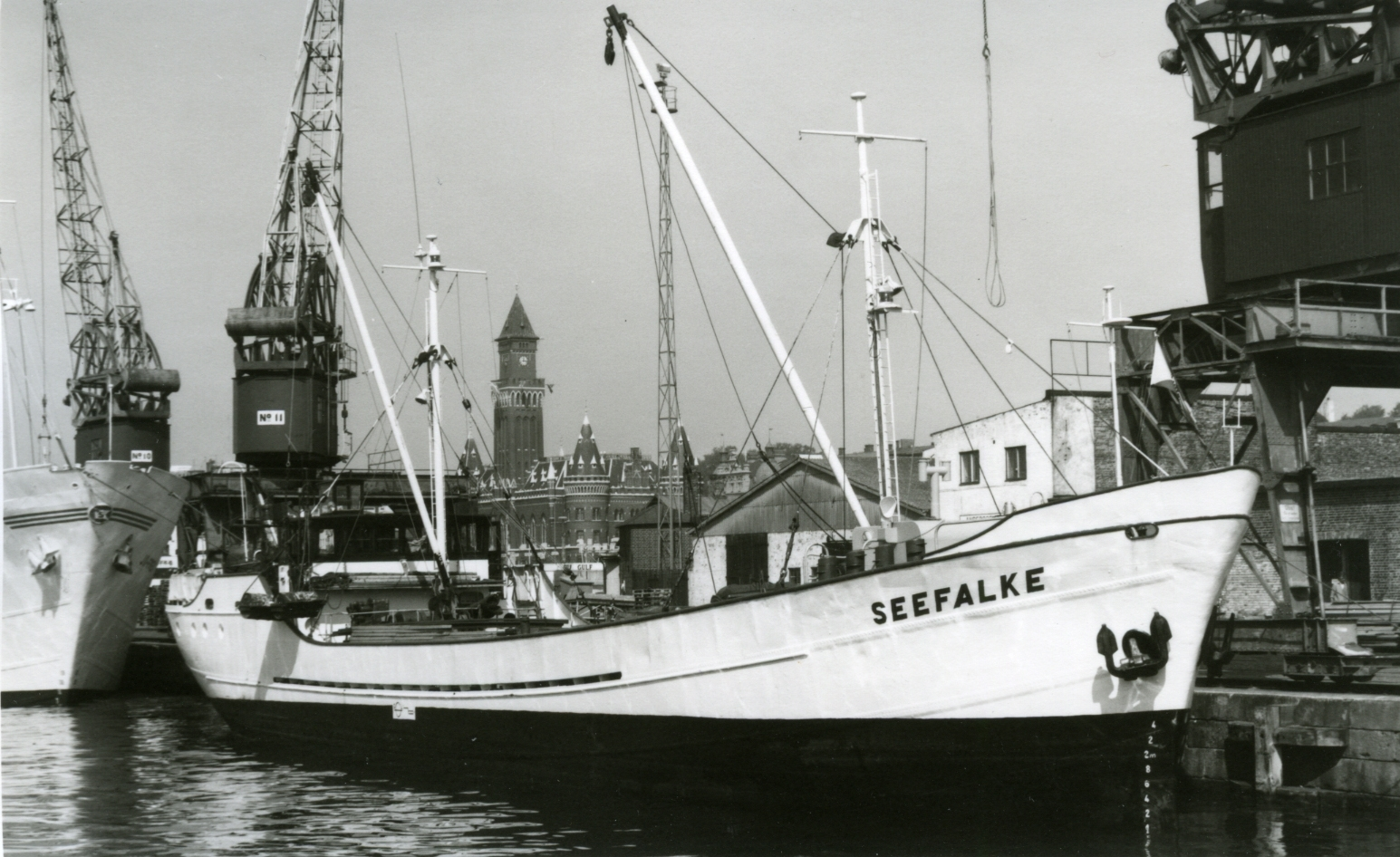
Die Seefalke im Originalzustand

Das Schiff wurde 1961/1962 unter der Baunummer 189 als Küstenmotorschiff mit dem Namen Seefalke auf der Schiffswerft H. Rancke in Hamburg-Neuenfelde für den Hamburger Kapitänsreeder Gerd Gummerlich gebaut. Die Kiellegung fand im Juni 1961, der Stapellauf am 28. Juli 1962 statt. Die Fertigstellung und Auslieferung erfolgte am 11. September 1962, anschließend wurde das Schiff mit Heimathafen Hamburg in Dienst gestellt. Im Frühjahr 1968 wurde die Seefalke in Göteborg beschlagnahmt, nachdem der Kapitänsreeder von der schwedischen Polizei wegen umfangreichen Schmuggel und Diebstahl verhaftet worden war. Im August 1968 erwarb der Kapitänsreeder Hans Feddersen das Schiff und benannte es in Luke um, Heimathafen blieb Hamburg.
Am 1. Oktober 1970 wurde das Schiff an Atlas Elektronik in Bremen verkauft, die es 1971 zum Forschungsschiff umbauen ließ und im selben Jahr unter dem Namen Schall erneut in Fahrt brachte. Bei einem weiteren Umbau im April 1985 wurde das Schiff verlängert. Seit dem 1. August 2008 gehörte das Schiff dem Unternehmen BMS Baltic Marine Service, einem Tochterunternehmen der RF Forschungsschiffahrt in Bremen, die ihrerseits zur Linnhoff Schiffahrt gehört. 2012 wurde das Schiff erneut verkauft und nun von Capt. Kronisch in Bremerhaven bereedert.

## Technische Daten und Ausstattung
Die Seefalke besaß ursprünglich eine Gesamtlänge von 40,74 m (38,94 m registrierte Länge), eine Breite von 7,62 m und eine Seitenhöhe von 2,75 m.
Das Schiff war bei Ablieferung mit 211 BRT (125 NRT) und 355 dwt vermessen. Werftseitig war es mit einem Sechszylinder-Viertakt-Dieselmotor des Herstellers Klöckner-Humboldt-Deutz (KHD) ausgerüstet worden, der eine Leistung von 350 PS erbrachte. Nach dem Umbau zum Vermessungsschiff im Jahr 1971 erfolgte eine Neuvermessung mit 235 BRT (150 NRT) und 29 dwt. Im April 1984 wurde die Schall verlängert und im Anschluss mit 49,15 m Gesamtlänge (45,50 m registrierte Länge), 7,24 m Breite, 1,59 m Tiefgang und 318 BRZ erfasst.
Die Schall wird von einem Zwölfzylinder-Viertakt-Dieselmotor des Herstellers MAN Truck & Bus AG (Typ: D 2842 LE) mit einer Leistung von 439 kW angetrieben, der über ein Untersetzungsgetriebe auf einen Verstellpropeller wirkt. Das Schiff erreicht damit eine Geschwindigkeit von 10 Knoten. Ferner verfügt es über ein Bugstrahlruder.
Für die Stromversorgung stehen zwei Mercedes-Dieselgeneratoren mit 42 kVA Scheinleistung, drei Deutz-Dieselgeneratoren sowie ein Notgenerator zur Verfügung.
Das Schiff verfügt über drei Decks. Für Besatzung und eingeschiffte Wissenschaftler oder Techniker stehen neun Kabinen zur Verfügung, davon sechs Einzelkabinen, zwei Doppelkabinen und eine für vier Personen. Auf dem Hauptdeck befindet sich vor dem Deckshaus ein 70 m² großes Arbeitsdeck, auf dem ein Kran installiert ist, der bis zu 2,5 Tonnen heben kann. Mit dem Kran können z. B. Forschungsgeräte an Bord genommen und auf dem Arbeitsdeck bewegt werden. Auf dem Arbeitsdeck kann ein 20-Fuß-Container untergebracht werden. Für die wissenschaftliche Arbeit befinden sich zwei Laborräume an Bord. Das Schiff verfügt über ein 5,3 × 3,5 Meter großen Moonpool sowie eine weitere, 0,96 × 1,32 Meter große Bodenöffnung.